# Аквапарк
Аквапаркът, наричан и воден парк, е увеселителен парк, в който има басейни, водни пързалки и други съоръжения за плуване и къпане. Тези, изградени до минерални извори, са целогодишни туристически дестинации и приличат повече на планински курорти.

## История
Аквапарковете са въведени в края на 40-те и началото на 50-те години на 20. век и с времето стават много популярни.
Първият закрит аквапарк е построен в Канада през 1985 г.
|  | Тази страница частично или изцяло представлява превод на страницата Water park в Уикипедия на английски. Оригиналният текст, както и този превод, са защитени от Лиценза „Криейтив Комънс – Признание – Споделяне на споделеното“, а за съдържание, създадено преди юни 2009 година – от Лиценза за свободна документация на ГНУ. Прегледайте историята на редакциите на оригиналната страница, както и на преводната страница, за да видите списъка на съавторите. ВАЖНО: Този шаблон се отнася единствено до авторските права върху съдържанието на статията. Добавянето му не отменя изискването да се посочват конкретни източници на твърденията, които да бъдат благонадеждни. |